# أم الدم داخل القحف
أم الدم داخل القحف أو تمدد الأوعية الدموية داخل القحف (بالإنجليزية: Intracranial aneurysm)‏ تعرف أيضاً بأم الدم الدماغية أو أم الدم المخية هو عبارة عن مرض يصيب الأوعية الدموية الدماغية حيث يضعف جدار شريان أو وريد مخي مسبباً اتساع يشبه البالون في الوعاء الدموي.
أمهات الدم في الشرايين ( القاعدي، الفقري والموَصِل الخلفي) لديها قابلية أكثر للانفجار. تمثل أمهات الدم في الشريان القاعدي نسبة 3-5% فقط من كل أمهات الدم داخل القحف ولكنها الأشهر على الإطلاق في أمهات الدم التي تصيب الدورة الدموية الدماغية الخلفية.

## التصنيف

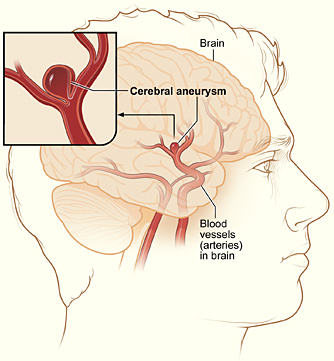
رسم توضيحي لأم الدم الدماغية.

تُقسم أمهات الدم المخية على حسب كلاً من الحجم والشكل.
الصغيرة منها قطرها أقل من 15 مم أما أمهات الدم الأكبر فتشمل تلك التي تصنف كالآتي: الكبيرة (15 - 25 مم) العملاقة(25 - 50 مم) والسوبر عملاقة (أكثر من 50مم).

### أمهات الدم الكيسية
تعرف أيضاً بأمهات الدم التوتية الشكل "berry aneurysms" ، تظهر كتجيُب خارجي دائري الشكل وهي الشكل الأكثر شيوعا من أمهات الدم الدماغية.

### أمهات الدم المغزلية
تمثل اتساع لجزء من شريان تشمل الجدار بأكمله بدلاً عن مجرد نشوءها من جانب من جدار الشريان. من الممكن أن تنفجر ولكن في العادة لا يحدث ذلك.

### أمهات الدم المجهرية
تعرف أيضا بأمهات دم شاركو-بوتشر "Charcot-Bouchard aneurysms"
وتنشأ عادة في الأوعية الدموية الصغيرة (ذات قطر أقل من 300 ميكرومتر)، في معظم الأحيان في الأوعية الدموية العدسية المخططية للعقد القاعدية وترتبط بارتفاع ضغط الدم المزمن. تمدد الأعية الدمية شاركو-بوتشر يعتبر سبب شائع للنزيف داخل الجمجمة.

## العلامات والأعراض
أمهات الدم الصغيرة والغير متغيرة في الحجم تنتج أعراض قليلة، إن وجدت،
قد يختبر الفرد بعض الأعراض قبل انفجار أم دم كبيرة في الحجم، مثل الصداع المفاجئ والشديد على نحو غير عادي، الغثيان، ضعف الرؤية، التقيؤ، وفقدان الوعي، أو قد تكون غير متناظرة (أي لا يعاني من أي أعراض على الإطلاق).

### النزف تحت العنكبوتية
عند انفجار أحد أمهات الدم، يتسرب الدم للفراغ الموجود حول المخ ويسمى ذلك بالنزف تحت العنكبوتية "Subarachnoid Hemorrhage"
الأعراض تشمل:
- صداع مفاجئ وشديد بدون بوادر قد يدوم من عدة ساعات لأيام.
- غثيان وقئ.
- تهييج للأغشية السحائية بدون التهاب "meningism".
- اضطرابات في الرؤية.

خطر حدوث نزف تحت العنكبوتية أكبر مع أمهات الدم الكيسية أكثر من المغزلية.

### أمهات الدم االمجهرية
انفجار أحد أمهات الدم المجهرية يؤدي إلى نزف داخل المخ
إعادة النزف، استسقاء الرأس، ضيق الأوعية الدموية، أو أمه
خطر انفجار أحد أمهات الدم يختلف على حسب الحجم حيث يرتفع الخطر كلما ازداد الحجة.

## عوامل الخطر
من الممكن أن تنشأ أمهات الدم نتيجة أمراض مكتسبة خلال حياة الفرد أو من عوامل وراثية. تشمل ارتفاع ضغط الدم، التدخين، استهلاك الكحوليات، والسمنة كلها مصاحبة بنمو أمهات الدم.
ارتبط تعاطي الكوكايين بنشوء أمهات الدم داخل القحف.
صدمات الرأس والالتهابات من العوامل المكتسبة التي ترتبط بنمو أمهات الدم.

## الارتباطات الجينية
تضييق في الشريان الأورطي والتشوهات الشريانية الوريدية من أحد عوامل الخطر المعروفة، وأيضاً
الأمراض الوراثية المرتبطة بأمراض النسيج الضام من الممكن أن تكن مُصاحَبة بتكون أمهات الدم
وتشمل:
- داء الكلية متعددة الأكياس الصبغي الجسدي السائد،
- مرض فون ريكلنغهاوزن "الورم العصبي الليفي من النوع الأول"،
- متلازمة مارفان،
- توسع الشعيرات النزيفي الوراثي،
- تكون المرض الصماوي المتعدد النوع الأول،
- الورم الأصفر الكاذب المرن،
- متلازمة إهلرز-دانلوس النوعان الثاني والرابع.

## الفسيولوجيا المرضية
أم الدم أو تمدد الأوعية الدموية يعني تجيُّب جدار الوعاء الدموي للخارج ويكون مملوءاً بالدم. تحدث أمهات الدم عند نقاط الضعف في جدار الوعاء. ويكون هذا الضعف نتيجة مرض مكتسب أو عوامل وراثية. الخبطات المتتالية لجدار الوعاء الدموي تضغط مسار الدم ضد الجدار مؤدية لكبر حجم أم الدم.

### أمهات الدم الكيسية

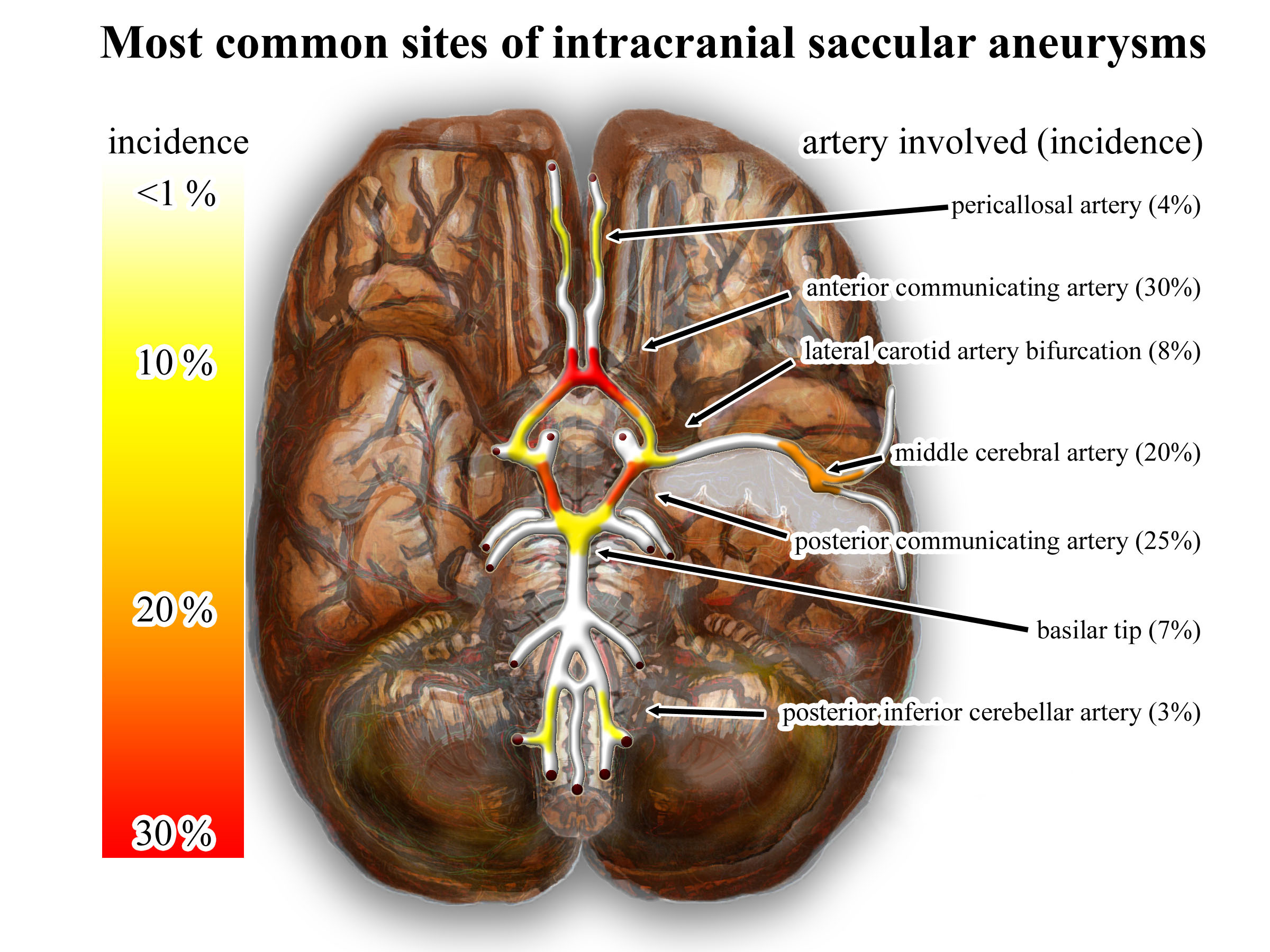
أشهر الأماكن لأمهات الدم الكيسية داخل القحف.

تنشأ أمهات الدم الكيسية دائماً وأبداً نتيجة ضعف وراثي في جدار الوعاءالدموي، وتحدث عادة في شرايين دائرة ويليس، ترتيب حدوثها في الشرايين التالية:
- الشريان المخي الموصل الأمامي،
- الشريان المخي الموصل الخلفي،
- الشريان الدماغي الأوسط،
- الشريان السباتي الباطن،
- قمة الشريان القاعدي.

## المضاعفات

### التمزق
تقريباً تتمزق كل أمهات الدم عند قمتها. ويؤدي ذلك لنزيف في العنكبوتية وأحياناً يحدث النزيف في مادة المخ. قد يحدث تسرب طفيف من أمهات الدم قبل تمزقها، مما قد يسبب صداع تحذيري. حوالي 60% من المرضى يموتون على الفور بعد التمزق. أمهات الدم ذات الأحجام الأكبر تكون أكثر قابلية للتمزق على الرغم من أن معظم حالات تمزق أمهات الدم يكون قطرها أقل من 10مم.

### التشنج الوعائي
التشنج الوعائي يشير إلى ضيق الأوعية الدموية، والذي يحدث كنتيجة لنزف تحت العنكبوتية من تمزق أم الدم.

## التشخيص
من الممكن تشخيص أمهات الدم داخل القحف باستخدام: التصوير بالرنين المغناطيسي، الأشعة المقطعية، تصوير الأوعية، أو تحليل السائل الشوكي.
معظم أمهات الدم الدماغية تظل غير مكتشفة حتى تتمزق.

## العلاج
العلاج الطاريء لحالات تمزق أمهات الدم الدماغية يتضمن استعادة وظيفة التنفس المتدهورة، وتقليل ضغط الدم داخل الجمجمة. حالياً يوجد خيارين علاجيين: التقليم الجراحي، واللف داخل الوعائي.

## الابدميولوجي
معدل انتشار أمهات الدم داخل القحف حوالي 1-5% ( أي حوالي 10 - 12 مليون شخص في الولايات المتحدة الأمريكية ) أما معدل الإصابة فهو 1 لكل 10000 شخص في السنة في الولايات المتحدة ( تقريبا 27000 شخص )، حيث معدل الإصابة مرتفع بين الأشخاص الذين تتراوح أعمارهم بين 30 - 60 عاماُ. وترتفع النسبة في النساء أكثر من الرجال بنسبة 3:2، وهي نادرة الحدوث في الأطفال.